# Bernhard J. Steinhoff
Bernhard Jochen Steinhoff (* 18. September 1961 in Offenburg/Baden) ist ein deutscher Neurologe und Epileptologe.

## Leben
Nach dem Abitur 1980 (mit mehrfacher Auszeichnung) studierte Steinhoff von 1980 bis 1986 Medizin an Albert-Ludwigs Universität Freiburg im Breisgau. Seine Promotion schloss er 1989 bei Rolf Kruse mit einer Arbeit Zur antiepileptischen Therapie mit Bromiden an der Universität Heidelberg ab. 
Von 1987 bis 1989 begann er seine Facharztweiterbildung als Assistenzarzt in der Klinik für Erwachsene des 
Epilepsiezentrums Kork, dann wechselte er von 1990 bis Mitte 1992 an die Neurologische Klinik des Klinikum der Universität München in München-Großhadern (Thomas Brandt). Anschließend absolvierte er eine halbjährige Research-Fellowship in der Section of Epilepsy and Clinical Neurophysiology der Cleveland Clinic Foundation in Cleveland, Ohio, USA (Hans-Otto Lüders). Ab Anfang 1993 war er zunächst Assistenzarzt mit den Aufgaben eines Funktionsoberarztes in der Abteilung Klinische Neurophysiologie der Georg-August-Universität Göttingen (Walter Paulus). Nach erfolgter Facharztanerkennung war er von August 1993 bis Mitte 2000 Oberarzt der Abteilung und Leiter der Arbeitsgruppe Epilepsie und EEG. Anfang 1997 habilitierte Steinhoff sich mit Untersuchungen zum neurophysiologischen Profil etablierter und neuer Antiepileptika in Göttingen für Neurologie und Klinische Neurophysiologie.
Seit Juli 2000 ist Steinhoff an der Klinik und Ambulanz für Erwachsene des Epilepsiezentrums Kork tätig, bis April 2002 als Leitender Oberarzt und seitdem als Chefarzt sowie seit 2004 als Ärztlicher Direktor.
2001 wurde er von der Universität Göttingen zum außerplanmäßigen Professor ernannt, 2004 erfolgte die Umhabilitation an die 
Albert-Ludwigs-Universität Freiburg.

## Werk
Steinhoff hat zahlreiche Arbeiten vorwiegend auf dem Gebiet der klinischen Epileptologie und Neurophysiologie mit den Schwerpunkten Pharmakotherapie, Nebenwirkungen von Antiepileptika und präoperative Epilepsiediagnostik publiziert (davon 241 in Zeitschriften mit einem wissenschaftlichen Beirat und 181 in Medline-gelistet) sowie zahlreiche Buchbeiträge. Darüber hinaus ist er (Ko-)Autor bzw. (Mit-)Herausgeber von 7 Büchern.
Von 2003 bis 2005 war Steinhoff Vorsitzender der Arbeitsgemeinschaft für prächirurgische Epilepsiediagnostik und Epilepsiechirurgie, von 2005 bis 2007 der Deutschen Gesellschaft für Epileptologie (DGfE). Von 2008 bis 2012 war er Mitglied des Beirats der Deutschen Gesellschaft für Neurologie und von 2009 bis 2013 Co-Chairman der Commission on Therapeutic Strategies der Internationalen Liga gegen Epilepsie (ILAE). Von 2006 bis 2010 war er zusammen mit Rüdiger Köhling und von 2010 bis 2017 zusammen mit Heidrun Potschka Herausgeber der Zeitschrift für Epileptologie der DGfE.

## Auszeichnungen und Preise
- 1990: Promotionspreis der Deutschen Gesellschaft für Epilepsieforschung
- 2001: 1. Posterpreis der Gemeinsamen Jahrestagung der Deutschen, Österreichischen und Schweizerischen Sektionen der Internationalen Liga gegen Epilepsie, Zürich, 2001
- 2015: Preis der Deutschen Gesellschaft für Neurologie als einer der fünf besten Redner in der Fortbildungsakademie
- 2015: (Alfred-)Hauptmann-Preis

| Personendaten    | Personendaten                                   |
| ---------------- | ----------------------------------------------- |
| NAME             | Steinhoff, Bernhard J.                          |
| ALTERNATIVNAMEN  | Steinhoff, Bernhard Jochen (vollständiger Name) |
| KURZBESCHREIBUNG | deutscher Neurologe und Epileptologe            |
| GEBURTSDATUM     | 18. September 1961                              |
| GEBURTSORT       | Offenburg, Baden                                |